# Idiocera (Idiocera) leechi
Idiocera (Idiocera) leechi is een tweevleugelige uit de familie steltmuggen (Limoniidae). De soort komt voor in het Nearctisch gebied.